# Grynaeus Alajos
Grynaeus Alajos (Hradek [Liptóújvár], 1804. július 4. – Pest, 1860. február 16.) római katolikus pap, teológiai doktor, címzetes kanonok, egyetemi tanár.

## Élete
A liptómegyei Hradeken született. Középiskoláit Ungvárott, filozófiai tanulmányait Szatmáron, a teológiát Bécsben végezte 1828-ban. Két évig segédlelkész volt Máramarosszigeten és Ungvárott. 1833-ban a bécsi szent Ágostonról nevezett felsőbb nevelési intézetben – mint az intézet tagja – teológiai doktori címet kapott. Ettől az időtől kezdve teológiai tanárként is működött. Ungvárott 1837-ig tanított; majd filozófia- és teológiatanár volt Szatmárban 1842-ig; Rónaszéken lelkész 1846-ig; beregi főesperes és beregszászi lelkész 1850-ig; felső nevelési helyettes tanár a pesti egyetemen 1853-ig; majd ugyanitt rendes hittanár. 1850-ben szatmári címzetes tanárnak nevezték. Pesten hunyt el 1860-ban.

## Folyóirat cikkei
Költeményeket írt a Felsőmagyarországi Minervába (1826), a Szépliteraturai Ajándékba (1826-27.); cikkei a Tudom. Gyűjteményben (1827. IV. Az udvariságnak és józan manérosságnak szükséges voltáról), hitágazati és polemiai értekezéseket írt a Sionba (1839. Szatmármegyei levelek c.), egyházi értekezéseket, bírálatokat stb. a Religióba, a Családi Lapokba (1856. Ungvár évrajzai), a Pázmány-Füzetekbe (1859. prédikációk); az Egyetemes magyar encyclopaediának is munkatársa volt.

## Önálló művei
- Délesti ájtatosság. Ungvár, 1843.
- A keresztény kathol. bölcselkedő ifjú ájtatossága. Bécs, 1843.
- Szent imák és énekek. Ungvár, 1843. (2. kiadás. Pest, 1854.)
- Nep. szent János élete. Ungvár, 1843.
- Szent imák és zengzetek. Ungvár, 1845.
- Tankönyv a városi és falusi elemi iskolák használatára. 12 különféle reáltanulmánynyal. Pest, 1851. (2. bőv. kiadás 1852., ism. M. Hirlap 677. sz., 4. bőv. k. ezen czímmel: Tankönyv elemi és reáliskolák használatára; 5. jav. k. 1855., 6. k. 1857. Pest.)
- Közönséges keresztény imakönyv míveltek számára. Pest, 1851.
- Egyházi beszédek gyűjteménye. Ünnepi beszédek, 1-2. Pest, 1851
- Paedagogiai sublimior, theoretica et applicata. Pest, 1851
- Tankönyv a városi s falusi elemiskolák használatára; 2. bőv. kiad.; Müller, Pest, 1852
- Közönséges ker. egyházi szerkönyvecske. Pest, 1852
- Rövid népszerű algebra, vagy betűszámtan elemei. Kisebb iskolák, magántanulók és kezdők használatára. Pest, 1852.
- Kis lant hangjai korszerű tankölteményekben. Pest, 1852. (2. kiadás képekkel: Kis lant. Verses szavalatok a jó gyermekeknek iskolai ajándékul. Vácz, 1854.)
- Egyházi történelem a kath. gymnasiumok felolvasmányaira. Pest, 1853. Négy füzet.
- Compedium theologiae pastoralis e scriptis ss. pp. et libris appr. auctorum catholicorum. usibus publ. praelectionum, item synodalium, ac dioecesanorum examinum accomodatum. Pest, 1853-54. Három kötet. (3. kiadás. Buda, 1856.)
- ABC és olvasókönyv képekkel. Pest, 1853.
- Alkalmi üdvözletek és szavalatok. Buda, 1853.
- Kis képes biblia, vagy az ó- és új-szövetségnek főábrázolatai kisebb gyermekek számára. 40 képpel. Pest, 1853. (2. kiadás. 1854. 4. k. 1860. Pest. Németül 1854., ruménul M. Bandiciu ford. 1854., horvátul 1854., tótul 1854. és 1855. és ruthénul 1854. Pest.)
- Örömdal, melyet Erzsébet császár- és királyné ő felségének, midőn 1854. ápr. 25. dicső mennyegzője és a birodalom fővárosában első bemeneti napja ünnepeltetnék, legmélyebb hódolattal felajánlott. Buda, 1854.
- Akadémiai beszéd, melyet bold. szűz Mária szeplőtlen fogantatásáról dogmaticailag meghatározott hit czikknek ünnepélyes kihirdetése alkalmakor az egyetemi templomban tartott. Buda, 1855.
- Bucsujárati ájtatosság sz. Anna tisztelete. Pest, 1856.
- Tövis korona. Szt. kereszt feltalálási és felmagasztalási kegyhelyeken bucsújárók lelki épülésére. Pest, 1856.
- Szeplőtlenül fogantatott bold. szűz Mária tisztelete és Luczent vértanú emlékezete, amint asszonyunk nagy napjain és bucsújáráskor Fóthon ünnepeltetik. Pest, 1856.
- Szent-István első magyar király tisztelete mint Budán tartatik. Egyszersmint bucsújárási ájtatosság mikép országszerte ünnepeltetik. Pest, 1856.
- Mennyei korona. A besnyői szűz Mária csud. képszobrához bucsújárók ájtatossága. Pest, 1856.
- Sioni örömhangok, melyeket az esztergomi főegyház ünnepélyes szentelésekor 1856. év kisasszony hava 31. nyilvánított a cs. kir. pesti egyetem. Buda. (Költemény.)
- Brevis instructio pastoralis de iis, quae circa legem matrimonialem catholicorum, in imperio Austriae, imprimis a parochis observanda sunt. Pestini, 1857
- Ünnepély, melyet B. Szűz Mária szeplőtlen fogantatása dicsőítésére két rendbeli versezettel, s értekezleti szavalattal 1857. dec. 15. tartottak a pesti középponti papnövelde, és a cs. kir. kath. egyetem tagjai. Pestini, 1857
- Kleine Bilder-Bibel in 90 Abbildungen und Versen dargestellt fűr die kleinere Jugend. Von Aloys Grynaeus; 2. kiad.; Druck und Verlag des Aloys Bucsánzsky, Pest, 1857
- Népszerű alkalmi s rendkívüli oltár- és szerbeszédek, esperesi s lelkészi szózatok, meg lelkipásztori intelmek. Pestini, 1857-58. Öt kötet.
- Phoenix Pannonius. Pestini, 1859
- Sacerdos in tribunali confessionis I. Restitutio II. Casus reservati. Pro usibus confessariorum, synodalium, et concursualium examinum, ac seminariorum. Pestini, 1859
- Nagy-Boldog-Asszony napi szentbeszéd az esztergomi főtemplomban. Pestini, 1859

Kéziratban maradtak az Egyházi beszédek 3–7. kötetei.